# Louis Satterfield
Louis Edward Satterfield (Shaw, 3 april 1937 – Chicago, 27 september 2004) was een Amerikaanse zanger, bassist en trombonist (blues, soul, jazz, pop, rock, r&b, funk). Satterfield was lid van zowel The Pharaohs als de Phenix Horns. Hij werkte ook samen met vooraanstaande artiesten als Earth, Wind & Fire, Muddy Waters, Phil Collins, B.B. King, The Emotions, Ramsey Lewis, The Whispers en The Gap Band.

## Biografie
Satterfield werd op 3 april 1937 geboren in Shaw, Mississippi, een stad in de provincies Bolivar en Sunflower (Mississippi), in de regio Mississippi Delta.
Eind jaren 1950 - begin jaren 1960 vormden Satterfield, Charles Handy op trompet en Don Myrick op altsaxofoon The Jazzmen, een studentenjazztrio aan het Crane Junior College in Chicago, Illinois. Ze werden bijgestaan door Fred Humphrey op piano, Ernest McCarthy op basgitaar en Maurice White op drums. Satterfield als sessiebassist, White en Handy waren studiomuzikanten bij Chess Records in Chicago. De meest memorabele bijdrage van Satterfield is de baslijn Rescue Me van Fontella Bass met White op drums. De samenwerkingen en liveconcerten van de Jazzmen met Philip Cohran en het Artistic Heritage Ensemble in het Affro Arts Theatre aan de zuidkant van Chicago vormden later The Pharaohs. In 1971 nam de band zijn eerste en enige studioalbum The Awakening op en in 1972 In the Basement, een album dat in november 1996 opnieuw werd uitgegeven door Luv N 'Haight, met vier nummers die live zijn opgenomen in de High Chaparral in Chicago, een nummer van de originele mastertapes voor het album The Awakening en Love and Happiness, de B-kant van de single Freedom Road voor Scarab Records. Nadat hij een vroege incarnatie van the Pharaohs had verlaten om in het Ramsey Lewis Trio te spelen, formeerde White de band Earth, Wind & Fire.
Het begin van de Phenix Horns als de belangrijkste hoornsectie voor Earth, Wind & Fire, oorspronkelijk bekend als de EWF Horns, kwam tot stand in 1975 toen White het timbrale palet van de band uitbreidde met meer hoorns. Aanvankelijk bestond de blazerssectie uit Satterfield en zijn bandlid van The Pharaohs, saxofonist Don Myrick en hoofdtrompettist Michael Harris. Ze begonnen met toeren met de band in 1975 en speelden van 1975 tot 1983 op alle EWF-albums. Satterfield en Earth, Wind & Fire-bassist en Maurice White's jongere broer Verdine White schreven het boek Playing the Bass Guitar, voor het eerst uitgegeven door Almo in 1978. In 1979 kwam trompettist Rahmlee Michael Davis aan voor de opname van het album I Am. In 1981 voegde het viertal zich bij Genesis-drummer Phil Collins en producent Hugh Padgham in de studio voor de opname van Collins' debuut soloalbum Face Value. Vijf van de 12 nummers van het muzikaal diverse album bevatten hoorns en een zesde, een vertolking van Tomorrow Never Knows van The Beatles met elektronisch gemanipuleerde samples van de sectie. De extreme precisie van de band werd goed benut in up-tempo nummers als Behind the Lines en het veelal instrumentale Hand in Hand. De sectie voegde zich ook bij Collins' band Genesis op het nummer No Reply at All van hun album Abacab, evenals op Paperlate, een nummer van de ep 3X3 van de band, die ook staat op de Amerikaanse publicatie van het album Three Sides Live.
Het viertal ontwikkelde een sterke binding met Collins en koos ervoor om met hem mee te gaan op tournee en voor het opnemen van volgende albums, terwijl hij nog steeds met tussenpozen optrad en opnam met EWF. Vroege concertbeelden laten zien dat de sectie aanzienlijk meer deed dan hun instrumenten bespelen, door te zingen en percussie te spelen op vrijwel elk nummer zonder hoorns. Tijdens de uitgebreide intro van Hand in Hand verenigde het viertal zich vooraan op het podium met Collins voor een vocale oproep en reactie. Satterfield speelde baritonsaxofoon om het geluid van de sectie voor bepaalde partijen helderder te maken. Na de tournee van 1985-1986 verliet Michael Harris de band en werd vervangen door Harry Kim, en de blazerssectie had een verminderde rol in Collins liveshows. Volgend op het live-album en de video Serious Hits ... Live! uit 1990 vertrok Don Myrick ook, grotendeels als gevolg van een aanhoudende strijd met drugsverslaving. Hij werd vervangen door de voormalige EWF-co-saxofonist Andrew Woolfolk. Myrick werd in 1993 in de deuropening van zijn huis doodgeschoten door een politieagent van Santa Monica. Tegen de tijd van de opname van Dance into the Light uit 1996, waren de Phenix Horns ontbonden. Ze werden vervangen door de Vine Street Horns, met Phenix Horns vervangers Woolfolk en Harry Kim, samen met 2e trompettist Daniel Fornero en trombonist Arturo Velasco.
Louis Satterfield trad op tot aan zijn dood op 27 september 2004 in Chicago.

## Overlijden
Louis Satterfield overleed in september 2004 op 67-jarige leeftijd.

## Discografie
| Jaar | Album | Artiest                                          | Genre                             | Type                           | Label                                            | Credit                         |
| ---- | --- | ------------------------------------------------ | --------------------------------- | ------------------------------ | ------------------------------------------------ | ------------------------------ |
| 1965 | Soul Sounds | The 3 Souls                                      | Soul                              | Studio                         | MCA Records                                      | Electric bass                  |
| 1967 | Blues Is King | B.B. King                                        | Blues, rock                       | Live                           | BluesWay Records, MCA                            | Bass                           |
| 1967 | Rotary Connection | Rotary Connection                                | Electronic music, jazz, rock      | Studio                         | Cadet Records, Chess Records, MCA                | Bass                           |
| 1967 | Groovin' with the Soulful Strings | The Soulful Strings                              | Funk, soul                        | Studio                         | Cadet, Chess                                     | Bass                           |
| 1967 | Mellow Yellow | Odell Brown & The Organ-izers                    | Blues, funk, soul, jazz, Latin    | Studio                         | Chess                                            | Bass                           |
| 1967 | The James Cotton Blues Band | The James Cotton Blues Band                      | Blues                             | Studio                         | Verve Forecast Records                           | Trombone                       |
| 1968 | Electric Mud | Muddy Waters                                     | Blues                             | Studio                         | Cadet                                            | Bass                           |
| 1968 | His Best - The Electric B.B. King | B.B. King                                        | Blues                             | Compilatie                     | MCA                                              | Bass                           |
| 1968 | On the Beach | Philip Cohran and the Artistic Heritage Ensemble | Jazz                              | Studio                         | Zulu Records                                     | Bas, trombone                  |
| 1969 | Upchurch | Phil Upchurch                                    | Funk, soul, jazz                  | Studio                         | Cadet                                            | Bass                           |
| 1969 | After the Rain | Muddy Waters                                     | Blues                             | Studio                         | Cadet                                            | Bas                            |
| 1969 | The Howlin' Wolf Album | Howlin' Wolf                                     | Blues, rock                       | Studio                         | Cadet                                            | Elektrische bas                |
| 1969 | The Way I Feel | Upchurch, Phil                                   | Studio                            | Cadet                          | Bas                                              |                                |
| 1970 | Everything Is Everything | Donny Hathaway                                   | Soul                              | Studio                         | Atco Records                                     | Bas                            |
| 1970 | Free Delivery | Odell Brown                                      | Funk, soul, jazz                  | Studio                         | Cadet                                            | Bas                            |
| 1971 | Willie Dixon's Peace? | Willie Dixon                                     | Blues                             | Studio                         | Yambo Records                                    | Bas                            |
| 1971 | The Awakening | The Pharaohs                                     | Funk, soul, jazz                  | Studio                         | Scarab                                           | Bas, koebel, zang, mixing      |
| 1972 | Back in the Alley: The Classic Blues of B.B. King | B.B. King                                        | Blues                             | Studio                         | Bluesway, MCA                                    | Elektrische bas                |
| 1972 | What Color Is Love | Terry Callier                                    | Funk, soul                        | Studio                         | Cadet                                            | Bas                            |
| 1972 | The Dells Sing Dionne Warwicke's Greatest Hits | The Dells                                        | Funk, soul                        | Studio                         | Cadet                                            | Bongos, congas                 |
| 1972 | The New Chicago Blues | Clarence Wheeler                                 | Funk, soul                        | Studio                         | Atlantic Records                                 | Elektrische bas                |
| 1973 | I Just Can't Help Myself | Terry Callier                                    | Funk, soul, jazz                  | Studio                         | Cadet                                            | Bas                            |
| 1973 | Watch Out | Geoffrey Stoner                                  | Folk, world, country, funk, soul  | Studio                         | Ovation Records                                  | Bas                            |
| 1973 | Catalyst | Willie Dixon                                     | Blues                             | Studio                         | Ovation                                          | Bas                            |
| 1973 | Crouching on the Outside | Shel Silverstein                                 | Rock, folk, world, country        | Compilatie (2×lp)              | Janus Records                                    | Bas                            |
| 1974 | Chicken Heads | Mighty Joe Young                                 | Blues, funk, soul                 | Studio (promo)                 | Ovation                                          | Bas                            |
| 1975 | Gratitude | Earth, Wind & Fire                               | r&b, jazz                         | Live (2×lp)                    | Columbia Records, CBS Records International      | Trombone                       |
| 1976 | Flowers | The Emotions                                     | R&B                               | Studio                         | Columbia                                         | Trombone                       |
| 1976 | Mighty Joe Young | Mighty Joe Young                                 | Blues                             | Compilatie                     | Ovation                                          | Bas                            |
| 1976 | Spirit | Earth, Wind & Fire                               | Funk, soul, jazz                  | Studio                         | Columbia, CBS                                    | Trombone                       |
| 1976 | Moods and Grooves | Ju-Par Universal Orchestra                       | Funk, soul                        | Studio                         | Ju-Par                                           | Bas                            |
| 1976 | Happy Being Lonely | The Chi-Lites                                    | Funk, soul                        | Studio                         | Mercury Records                                  | Trombone                       |
| 1977 | Rejoice | The Emotions                                     | Soul                              | Studio                         | Columbia, CBS                                    | Trombone                       |
| 1977 | Family Tree | The Staple Singers                               | Funk, soul                        | Studio                         | Warner Bros. Records                             | Trombone                       |
| 1977 | Just a Stone's Throw Away | Valerie Carter                                   | Funk, soul, rock                  | Studio                         | Columbia, CBS                                    | Bas                            |
| 1977 | For the First Time Out | Teresa Wiater                                    | Funk, soul, pop                   | Studio                         | United Artists Records                           | Trombone                       |
| 1977 | Song Bird | Deniece Williams                                 | R&B                               | Studio                         | Columbia, CBS                                    | Trombone                       |
| 1977 | The Eugene Record | Eugene Record                                    | Funk, soul                        | Studio                         | Warner Bros.                                     | Hoorn                          |
| 1977 | The Gap Band | The Gap Band                                     | Soul, funk                        | Studio                         | Tattoo                                           | Hoorn                          |
| 1977 | Come Go With Us | Pockets                                          | Funk, soul                        | Studio                         | Columbia, CBS                                    | Trombone                       |
| 1977 | All 'n All | Earth, Wind & Fire                               | Electronic, funk, soul, pop, rock | Studio                         | Columbia, CBS                                    | Trombone                       |
| 1978 | Closer to the Source | Leroy Hutson                                     | Electronic, jazz                  | Studio                         | Curtom                                           | Bas, hoorn                     |
| 1978 | Chanson | Chanson                                          | Disco                             | Studio                         | Ariola Records                                   | Hoorn                          |
| 1978 | Heaven and Earth | Heaven & Earth                                   | Funk, soul                        | Studio                         | Mercury Records                                  | Bas                            |
| 1978 | Music of the Sun | LaMont Johnson                                   | Funk, soul                        | Studio                         | Tabu Records                                     | Hoorn                          |
| 1978 | Sunbeam | The Emotions                                     | R&B                               | Studio                         | Columbia                                         | Trombone                       |
| 1978 | You Fooled Me | Grey and Hanks                                   | Funk, soul                        | Studio                         | RCA Records                                      | Hoorn                          |
| 1978 | Trying to Get to You | Eugene Record                                    | Funk, soul                        | Studio                         | Warner Bros.                                     | Bas, trombone                  |
| 1979 | Bad for Me | Dee Dee Bridgewater                              | Disco                             | Studio                         | Elektra Records                                  | Trombone                       |
| 1979 | I Am | Earth, Wind & Fire                               | Soul, disco, funk                 | Studio                         | CBS                                              | Hoorn sectie, trombone         |
| 1979 | The Changing of the Gard | Stargard                                         | Funk, soul                        | Studio                         | Warner Bros.                                     | Hoorn                          |
| 1979 | The Gap Band | The Gap Band                                     | Soul, funk                        | Studio                         | Mercury Records                                  | Hoorn                          |
| 1979 | Whisper in Your Ear | The Whispers                                     | Soul, funk                        | Studio                         | SOLAR Records                                    | Trombone                       |
| 1979 | Sky | Sky                                              | Soul, funk, jazz                  | Studio                         | EMI Records                                      | Trombone, leadzang, writer     |
| 1979 | So Delicious | Pockets                                          | Funk, soul                        | Studio                         | American Record Company, Columbia                | Trombone                       |
| 1979 | Come into Our World | The Emotions                                     | Electronic, funk, soul            | Studio                         | ARC, Columbia, CBS                               | Trombone                       |
| 1979 | Welcome to My Fantasy | Eugene Record                                    | Funk, soul                        | Studio                         | Warner Bros.                                     | Saxofoon                       |
| 1980 | Back for More | Al Johnson                                       | Funk, soul                        | Studio                         | Columbia                                         | Brass                          |
| 1980 | Faces | Earth, Wind & Fire                               | R&B                               | Studio                         | ARC, Columbia                                    | Solist, trombone               |
| 1980 | La Toya Jackson | La Toya Jackson                                  | Pop, dance, soul, R&B, disco      | Studio                         | Polydor Records                                  | Hoorn                          |
| 1980 | Routes | Ramsey Lewis                                     | Soul, funk, jazz                  | Studio                         | Columbia, CBS                                    | Trombone, muzikale assistentie |
| 1980 | Celestial Sky | Starship Orchestra                               | Funk, soul                        | Studio                         | CBS                                              | Trombone                       |
| 1980 | Love Uprising | Tavares                                          | Funk, soul                        | Studio                         | Capitol Records                                  | Trombone                       |
| 1981 | Face Value | Phil Collins                                     | Pop, rock, R&B                    | Studio                         | Virgin Records, Atlantic Records                 | Trombone                       |
| 1981 | New Affair | The Emotions                                     | Funk, soul                        | Studio                         | ARC                                              | Trombone                       |
| 1981 | Tender Togetherness | Stanley Turrentine                               | Jazz                              | Studio                         | Elektra Records                                  | Hoorns arrangementen, trombone |
| 1981 | Raise! | Earth, Wind & Fire                               | Soul, R&B, funk                   | Studio                         | CBS                                              | Trombone                       |
| 1981 | The Electric Collection | Ramsey Lewis                                     | Jazz                              | Compilatie                     | Columbia                                         | Trombone                       |
| 1981 | Blues for the Night Owl | Ramsey Lewis                                     | Jazz                              | Compilatie                     | Columbia                                         | Trombone                       |
| 1981 | Whatever Turns You On | The Dells                                        | Funk, soul                        | Studio                         | 20th Century Fox Records                         | Trombone                       |
| 1981 | Me and You | The Chi-Lites Featuring Eugene Record            | Funk, soul                        | Studio                         | 20th Century Fox                                 | Trombone                       |
| 1981 | Endless Flight | Rodney Franklin                                  | Funk, soul                        | Studio                         | Columbia                                         | Hoorn                          |
| 1981 | This Kind of Lovin' | The Whispers                                     | Funk, soul                        | Studio                         | RCA                                              | Trombone                       |
| 1982 | Live at the Savoy | Ramsey Lewis                                     | Jazz                              | Live                           | Columbia, CBS                                    | Trombone                       |
| 1982 | Earland's Jam | Charles Earland                                  | Jazz                              | Studio                         | CBS                                              | Trombone                       |
| 1982 | Changes | Keni Burke                                       | Studio                            | RCA                            | Electronic, funk, soul                           | Hoorn                          |
| 1982 | Something's Going On | Frida                                            | Pop                               | Studio                         | Polar Music, Epic Records, Atlantic              | Trombone                       |
| 1982 | Hello, I Must Be Going! | Phil Collins                                     | Pop rock, soft rock               | Studio                         | Virgin, Atlantic, Warner Music Group             | Hoorn, trombone                |
| 1982 | Weekend Fly to the Sun | Toshiki Kadomatsu                                | Funk, soul, pop, reggae           | Studio (promo)                 | RCA                                              | Trombone                       |
| 1982 | The Key to Your Heart | Superior Movement                                | Funk, soul                        | Studio                         | C.I.M.                                           | Hoorn                          |
| 1983 | Earth, Wind & Fire: In Concert | Earth, Wind & Fire                               | Electronic, funk, soul, jazz      | Video                          | Vestron                                          | Bas, trombone                  |
| 1983 | Powerlight | Earth, Wind & Fire                               | R&B                               | Studio                         | Columbia                                         | Trombone                       |
| 1983 | The Luxury Gap | Heaven 17                                        | Synthpop                          | Studio                         | Virgin                                           | Trombone                       |
| 1983 | MCB | MCB                                              | Funk, soul                        | Studio                         | Epic                                             | Trombone                       |
| 1983 | The Greatest Sides | Billy Stewart                                    | Funk, soul                        | Compilatie                     | Chess                                            | Bas                            |
| 1983 | Live at Perkins Palace | Phil Collins                                     | Rock, pop                         | Video                          | Picture Music International, Palace Benelux, EMI | Trombone                       |
| 1983 | Hot on a Thing | The Chi-Lites                                    | R&B                               | Compilatie                     | BR Music                                         | Trombone                       |
| 1984 | My Rhythm | George Kranz                                     | Electronic                        | Studio                         | Pool, Ariola                                     | Trombone                       |
| 1984 | How Men Are | Heaven 17                                        | Synthpop                          | Studio                         | Virgin                                           | Trombone                       |
| 1984 | Chinese Wall | Philip Bailey                                    | Pop, soul, rock                   | Studio                         | Columbia                                         | Trombone                       |
| 1984 | His Greatest Sides | Little Milton                                    | Blues                             | Compilatie                     | Chess                                            | Bas                            |
| 1985 | No Jacket Required | Phil Collins                                     | Pop, rock                         | Studio                         | Virgin, Atlantic, WEA                            | Trombone                       |
| 1985 | Souljazzz | Rahmlee Michael Davis                            | Soul, jazz                        | Studio                         | Honest                                           | Viool                          |
| 1985 | Between a Rock and a Hard Place | Australian Crawl                                 | Rock                              | Studio                         | Freestyle                                        | Trombone                       |
| 1986 | Pleasure One | Heaven 17                                        | Synthpop                          | Stucio                         | Virgin                                           | Trombone                       |
| 1986 | From Cotton with Verve | James Cotton                                     | Blues                             | Compilatie                     | Black Magic                                      | Trombone                       |
| 1987 | Vini Pou | Kassav'                                          | Zouk                              | Studio                         | Columbia                                         | Trombone                       |
| 1988 | The Best of Earth, Wind & Fire, Vol. 2 | Earth, Wind & Fire                               | R&B                               | Compilatie                     | Columbia                                         | Trombone                       |
| 1988 | Le Tour De France | France Gall                                      | Chanson                           | Live                           | Apache Records                                   | Trombone                       |
| 1988 | The Best of Chess Rhythm & Blues Volume Two | Various artists                                  | Funk, soul                        | Compilatie                     | Chess                                            | Bas, elektrische bas           |
| 1988 | One More Time: The Chess Years | Billy Stewart                                    | Funk, soul                        | Compilatie                     | Chess                                            | Elektrische bas                |
| 1989 | ...But Seriously | Phil Collins                                     | Pop rock, soft rock               | Studio                         | Virgin, Atlantic, WEA                            | Trombone                       |
| 1989 | Majestik Zouk | Kassav'                                          | Zouk                              | Studio                         | Columbia, CBS                                    | Trombone                       |
| 1990 | Serious Hits... Live! | Phil Collins                                     | Pop, rock                         | Live                           | Virgin, Atlantic, WEA                            | Trombone                       |
| 1990 | Live at Knebworth | Various artists                                  | Rock                              | Live (2×cd)                    | Eagle Records                                    | Trombone                       |
| 1990 | Knebworth: The Album | Various artists                                  | Rock                              | Live (2×cd)                    | Polydor                                          | Trombone                       |
| 1991 | Music of Quality and Distinction Volume Two | British Electric Foundation                      | Electronic, funk, soul            | Studio                         | Virgin                                           | Trombone                       |
| 1991 | Milans | Jocelyne Béroard                                 | Zouk                              | Studio                         | Columbia, CBS                                    | Hoorn                          |
| 1991 | What It Takes: The Chess Years | Koko Taylor                                      | Blues, funk, soul                 | Compilatie                     | Chess                                            | Bas                            |
| 1991 | Atlantic Rhythm & Blues 1947–1974 | Various artists                                  | R&B                               | Box set                        | Atlantic                                         | Bas                            |
| 1991 | The Ballads | Earth, Wind & Fire                               | R&B                               | Compilatie                     | Sony Music Distribution                          | Trombone                       |
| 1992 | The Best of Ronnie Laws | Ronnie Laws                                      | Jazz                              | Compilatie                     | Blue Note                                        | Elektrische bas                |
| 1992 | ...But Seriously, The Videos | Phil Collins                                     | Pop, rock                         | Video                          | Warner Music Vision                              | Trombone                       |
| 1992 | Chess Blues | Various artists                                  | Blues                             | Compilatie                     | Chess, MCA                                       | Bas                            |
| 1992 | King of the Blues | B.B. King                                        | Blues                             | Box set                        | MCA                                              | Bas                            |
| 1992 | Din Daa Daa: The Album | George Kranz                                     | Electronic, pop, rock             | Compilatie                     | Hot Productions                                  | Trombone, trompet              |
| 1992 | None But the Righteous: Chess Gospel Greats | Various artists                                  | Gospel                            | Compilatie                     | Chess                                            | Bas                            |
| 1992 | Rescued: The Best of Fontella Bass | Fontella Bass                                    | R&B                               | Compilatie                     | Chess, MCA                                       | Bas                            |
| 1992 | Shake It All About | Little Richard                                   | Rock-'n-roll                      | Studio                         | The Walt Disney Company                          | Trombone                       |
| 1992 | The Eternal Dance | Earth, Wind & Fire                               | R&B                               | Box set                        | Columbia                                         | Trombone                       |
| 1994 | 3 Harp Boogie | James Cotton                                     | Blues                             | Compilatie                     | Tomato                                           | Trombone                       |
| 1994 | Chess Rhythm & Roll | Various artists                                  | R&B, pop, rock                    | Compilatie                     | Chess                                            | Bas                            |
| 1994 | Welcome to the Club: The Essential Chess Recordings | Little Milton                                    | Blues, R&B                        | Compilatie                     | Chess, MCA                                       | Bas                            |
| 1994 | The Best of Gap Band | The Gap Band                                     | Funk, soul                        | Compilatie                     | PolyGram, Mercury, Chronicles                    | Hoorn                          |
| 1995 | Best of the Verve Years | James Cotton                                     | Blues, pop, rock                  | Compilatie                     | Verve Records                                    | Trombone                       |
| 1995 | Dance Tracks | Earth, Wind & Fire                               | Dance                             | Compilatie                     | TriStar Music                                    | Trombone                       |
| 1996 | Best of My Love: The Best of the Emotions | The Emotions                                     | R&B                               | Compilatie                     | Columbia                                         | Trombone                       |
| 1996 | Gonna Take a Miracle: The Best of Deniece Williams | Deniece Williams                                 | R&B, pop, eocj, soul              | Compilatie                     | Sony Music Distribution                          | Trombone, trompet              |
| 1996 | The Best of Walter Jackson: Welcome Home - The OKeh Years | Walter Jackson                                   | Soul                              | Compilatie                     | Sony Music Distribution                          | Bas                            |
| 1996 | Elements of Love: Ballads | Earth, Wind & Fire                               | R&B                               | Compilatie                     | Columbia                                         | Trombone                       |
| 1996 | How Blue Can You Get? Classic Live Performances 1964 to 1994 | B.B. King                                        | Blues, R&B                        | Live compilatie                | MCA, Interscope Records                          | Bas                            |
| 1996 | Feelin' Good | James Cotton                                     | Blues                             | Compilatie                     | Eclipse                                          | Trombone                       |
| 1996 | History of Chess Jazz | Various artists                                  | Jazz                              | Compilatie                     | Chess                                            | Bas                            |
| 1996 | In the Basement | The Pharaohs                                     | Funk, soul, jazz                  | Live                           | Luv N' Haight                                    | Bas, koebel, zang, mixing      |
| 1997 | It Only Takes a Minute: A Lifetime with Tavares | Tavares                                          | R&B                               | Compilatie                     | EMI, Capitol                                     | Trombone                       |
| 1997 | Chess Blues Classics: 1957–1967 | Various artists                                  | Blues                             | Compilatie                     | Chess                                            | Bas                            |
| 1997 | This Is Jazz, Vol. 27 | Ramsey Lewis                                     | Jazz                              | Compilatie                     | Sony                                             | Trombone                       |
| 1997 | Greatest Hits (Chess 50th Anniversary Collection) | Little Milton                                    | Blues, R&B                        | Compilatie                     | Chess, MCA                                       | Bas                            |
| 1997 | Chess Soul: A Decade of Chicago's Finest | Various artists                                  | Soul                              | Compilatie (2×cd)              | Chess                                            | Bas, gitaar                    |
| 1998 | ...Hits | Phil Collins                                     | Pop, rock                         | Compilatie                     | Face Value, Virgin, Atlantic, WEA                | Trombone                       |
| 1998 | By George & Ira: Red Hot on Gershwin | Various artists                                  | Jazz                              | Compilatie                     | Verve                                            | Bas                            |
| 1998 | Greatest Hits | Earth, Wind & Fire                               | R&B                               | Compilatie                     | Legacy                                           | Trombone                       |
| 1998 | I Think I Got the Blues | Willie Dixon                                     | Blues                             | Studio                         | Prevue                                           | Bas                            |
| 1998 | Leavin' the Plantation | Gashouse Dave                                    | Pop, rock, blues                  | Studio                         | Terra Nova                                       | Fotografie                     |
| 1998 | More Where that Came From: The Best of Leroy Hutson, Vol. 2 | Leroy Hutson                                     | R&B                               | Compilatie                     | Deep Beats                                       | Bas, hoorn                     |
| 1999 | Essential Blues, Vol. 3 | Various artists                                  | Blues                             | Compilatie (2×cd)              | House of Blues                                   | Bas                            |
| 2000 | 20th Century Masters – The Millennium Collection: The Best of Billy Stewart | Billy Stewart                                    | R&B                               | Compilatie                     | Chess, MCA                                       | Bas, elektrische bas           |
| 2000 | Anthology | B.B. King                                        | Blues, R&B                        | Compilatie (2×cd)              | MCA                                              | Bas                            |
| 2002 | That's the Way of the World: Alive in 75 | Earth, Wind & Fire                               | R&B                               | Live                           | Columbia                                         | Percussie, trombone            |
| 2002 | The Essential Earth, Wind & Fire | Earth, Wind & Fire                               | R&B                               | Compilatie                     | Columbia                                         | Bugel, trombone                |
| 2002 | Live in Rio | Earth, Wind & Fire                               | R&B                               | Live                           | Kalimba                                          | Trombone                       |
| 2003 | Martin Scorsese Presents the Blues: Godfathers and Sons | Various artists                                  | Blues, R&B                        | Compilatie                     | Hip-O Records                                    | Bas                            |
| 2004 | Chicago Soul | Various artists                                  | Soul, blues, R&B                  | Compilatie                     | Soul Jazz Records                                | Bas                            |
| 2004 | Love Songs | Earth, Wind & Fire                               | R&B                               | Compilatie                     | Columbia                                         | Trombone                       |
| 2004 | The Platinum Collection | Phil Collins                                     | Pop, pop rock                     | Box set                        | Virgin                                           | Trombone                       |
| 2004 | Hits Live 1990/1997 | Phil Collins                                     | Rock                              | Live compilatie (cd+dvd)       | WEA                                              | Trombone                       |
| 2004 | Anthology: Sound+Vision | B.B. King                                        | Blues, R&B                        | Compilatie, video (2×cd + dvd) | MCA, Geffen Records                              | Bas                            |
| 2005 | Chronicles: Live at the Regal/Blues Is King/Live in Cook County Jail | B.B. King                                        | Blues, R&B                        | Live box set                   | MCA, Geffen                                      | Bas                            |
| 2005 | Chess Northern Soul | Various artists                                  | Funk, soul                        | Compilatie                     | Chess                                            | Bas                            |
| 2006 | Beautiful Ballads | Earth, Wind & Fire                               | R&B                               | Compilatie                     | Columbia                                         | Trombone                       |
| 2006 | Best of B.B. King | B.B. King                                        | Blues                             | Compilatie (3×cd)              | Madacy Entertainment                             | Bas                            |
| 2007 | The Malcolm X Memorial (A Tribute in Music)Een opname uit 1968 in het Afro Arts Theatre in Chicago van Philip Cohrans eerbetoon aan het leven van Malcolm X. Oorspronkelijk in eigen beheer uitgebracht op lp in 1968, in een oplage van 1000. | Philip Cohran and the Artistic Heritage Ensemble | Jazz                              | Live compilatie                | Mississippi                                      | Bas                            |
| 2007 | Singles | Philip Cohran and the Artistic Heritage Ensemble | Jazz                              | Compilatie                     | Midday Music                                     | Bas                            |
| 2008 | Original Album Classics | Earth, Wind & Fire                               | R&B                               | Box set                        | Columbia, Sony                                   | Trombone                       |
| 2009 | The Music of Earth, Wind & Fire | Earth, Wind & Fire                               | R&B                               | Box set                        | Columbia, Sony                                   | Trombone                       |
| 2009 | Ultimate Blues | Various artists                                  | Blues                             | Compilatie                     | Decca Records                                    | Elektrische bas                |
| 2011 | The Columbia Masters | Earth, Wind & Fire                               | R&B                               | Box set                        | Sony                                             | Trombone                       |
| 2011 | Unbelievable/Cross My Heart: Chess Recordings 1964–1969 | Billy Stewart                                    | Pop, rock, R&B                    | Compilatie                     | Shout Records, UMC                               | Bas                            |
| 2011 | Armageddon Album gemaakt in 1958 en opgeschreven in 1963. Dit optreden werd live opgenomen in het Affro Arts Theatre, Chicago, op 11 februari 1968.                                                                                            | Philip Cohran and the Artistic Heritage Ensemble | Funk, soul, jazz                  | Live compilatie                | Tizona                                           | Bas                            |
| 2012 | Atlantic Soul Legends: 20 Original Albums from the Iconic Atlantic Label | Various artists                                  | Soul                              | Box set                        | Rhino Entertainment, Warner Bros.                | Bas                            |
| 2012 | Ladies and Gentlemen… Mr. B.B. King | B.B. King                                        | R&B, blues                        | Box set                        | Universal, Hip-O                                 | Bas                            |
| 2012 | The Spanish Suite (Martina, Delores & Marguirite) Live optreden in het Afro Arts Theatre, Chicago, in februari 1968. | Philip Cohran and the Artistic Heritage Ensemble | Folk, world, country, jazz        | Live compilatie                | Tizona                                           | Bas                            |